# Podział administracyjny Sudanu Południowego
Sudan Południowy jest podzielony na 10 stanów i 3 specjalne obszary administracyjne

## Stany Sudanu Południowego od 2020

Podział administracyjny Sudanu Południowego obowiązujący od 2020 roku

Od 23 lutego 2020 roku obowiązuje podział administracyjny kraju na 10 stanów i 3 specjalne obszary administracyjne:

### Stany Sudanu Południowego
1. Bahr el Ghazal Północny
2. Bahr el Ghazal Zachodni
3. Lakes
4. Warrap
5. Ekwatoria Zachodnia
6. Ekwatoria Wschodnia
7. Ekwatoria Środkowa
8. Jonglei
9. Unity
10. Nil Górny

### Specjalne obszary administracyjne Sudanu Połundniowego
1. Abyei
2. Pibor
3. Ruweng

## Stany Sudanu Południowego 2017-2020

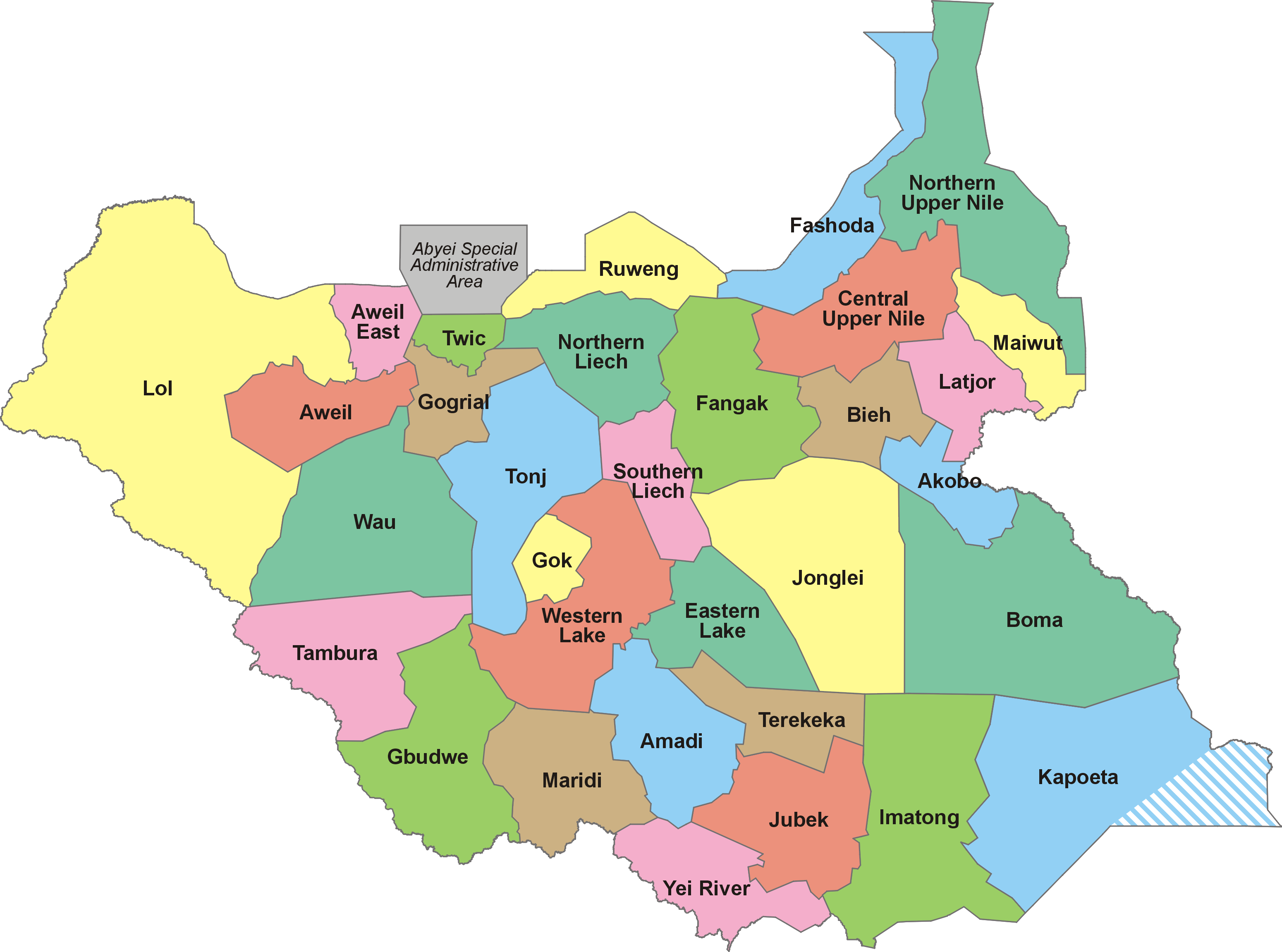
Podział administracyjny Sudanu Południowego obowiązujący w latach 2017–2020

14 stycznia 2017 roku prezydent Sudanu Południowego Salva Kiir wydał dekret zwiększający liczbę stanów z 28 do 32, jednocześnie zmianie uległy nazwy niektórych stanów
32 stanami Sudanu Południowego są:
1. Akobo
2. Amadi
3. Aweil
4. Aweil East
5. Bieh
6. Boma
7. Central Upper Nile
8. Eastern Lake
9. Fangak
10. Fashoda
11. Gbudwe
12. Gogrial
13. Gok
14. Imatong
15. Jonglei
16. Jubek
17. Kapoeta
18. Latjor
19. Lol
20. Maiwut
21. Maridi
22. Northern Liech
23. Northern Upper Nile
24. Ruweng
25. Southern Liech
26. Tambura
27. Terekeka
28. Tonj
29. Twic
30. Wau
31. Western Lake
32. Yei River

## Stany Sudanu Południowego 2015-2017

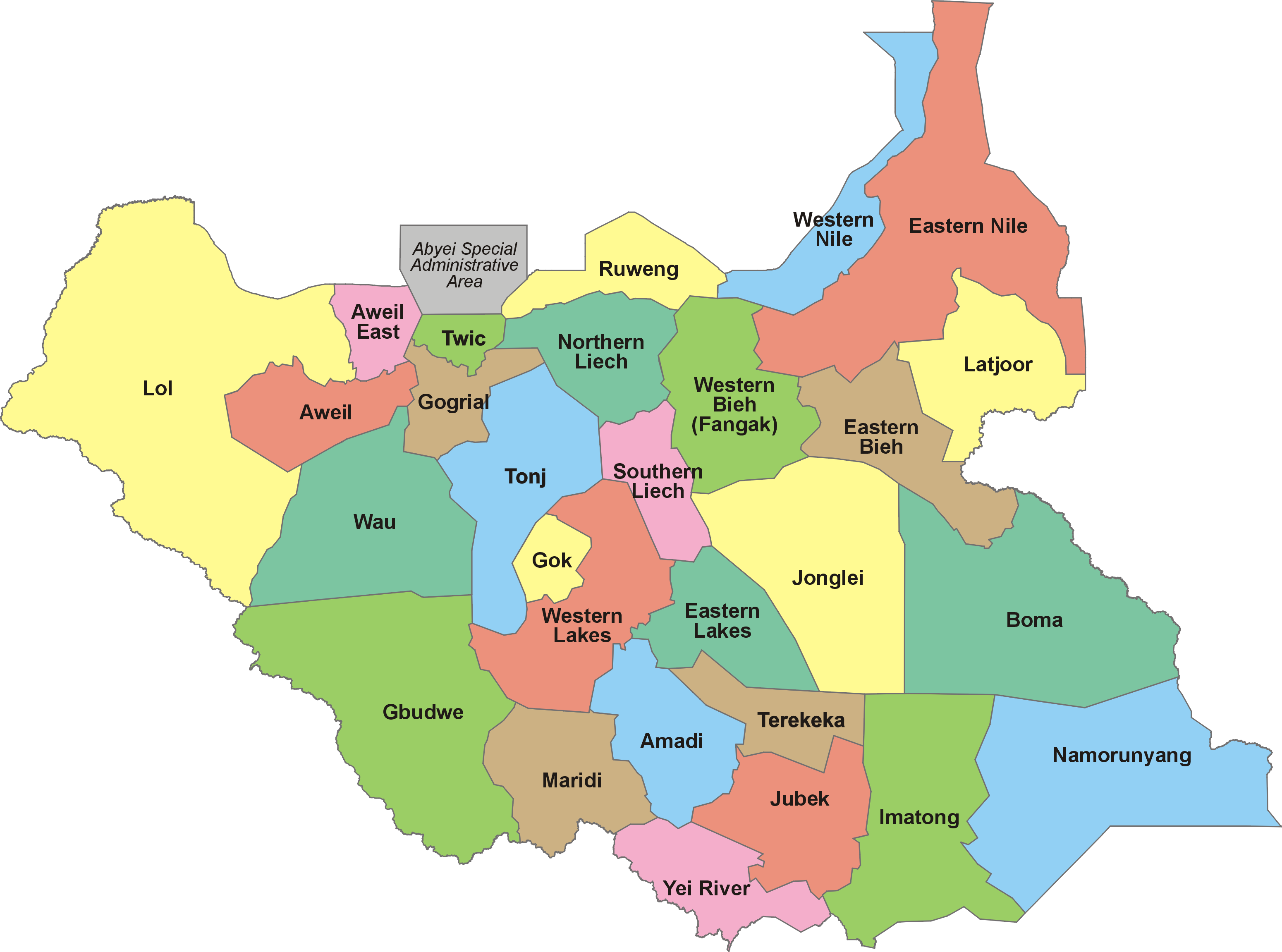
Podział administracyjny Sudanu Południowego obowiązujący w latach 2015–2017

24 grudnia 2015 roku prezydent Sudanu Południowego Salva Kiir podpisał ustawę reorganizującą podział administracyjny kraju. W miejsce 10 stanów utworzonych zostało 28 stanów. Zostało to spowodowane umową sierpniową zawartą między rządem a opozycją kończącą 2-letni konlikt.
Stanami są:
1. Amadi
2. Aweil
3. Aweil East
4. Boma
5. Eastern Bieh
6. Eastern Lakes
7. Nil Wschodni (ang. Eastern Nile)
8. Gbudwe
9. Gogrial
10. Gok
11. Imatong
12. Jonglei
13. Jubek
14. Latjoor
15. Lol
16. Maridi
17. Namorunyang
18. Northern Liech
19. Ruweng
20. Southern Liech
21. Terekeka
22. Tonj
23. Twic
24. Wau
25. Western Bieh
26. Western Lakes
27. Nil Zachodni (ang. Western Nile)
28. Yei River

## Stany Sudanu Południowego 2011-2015

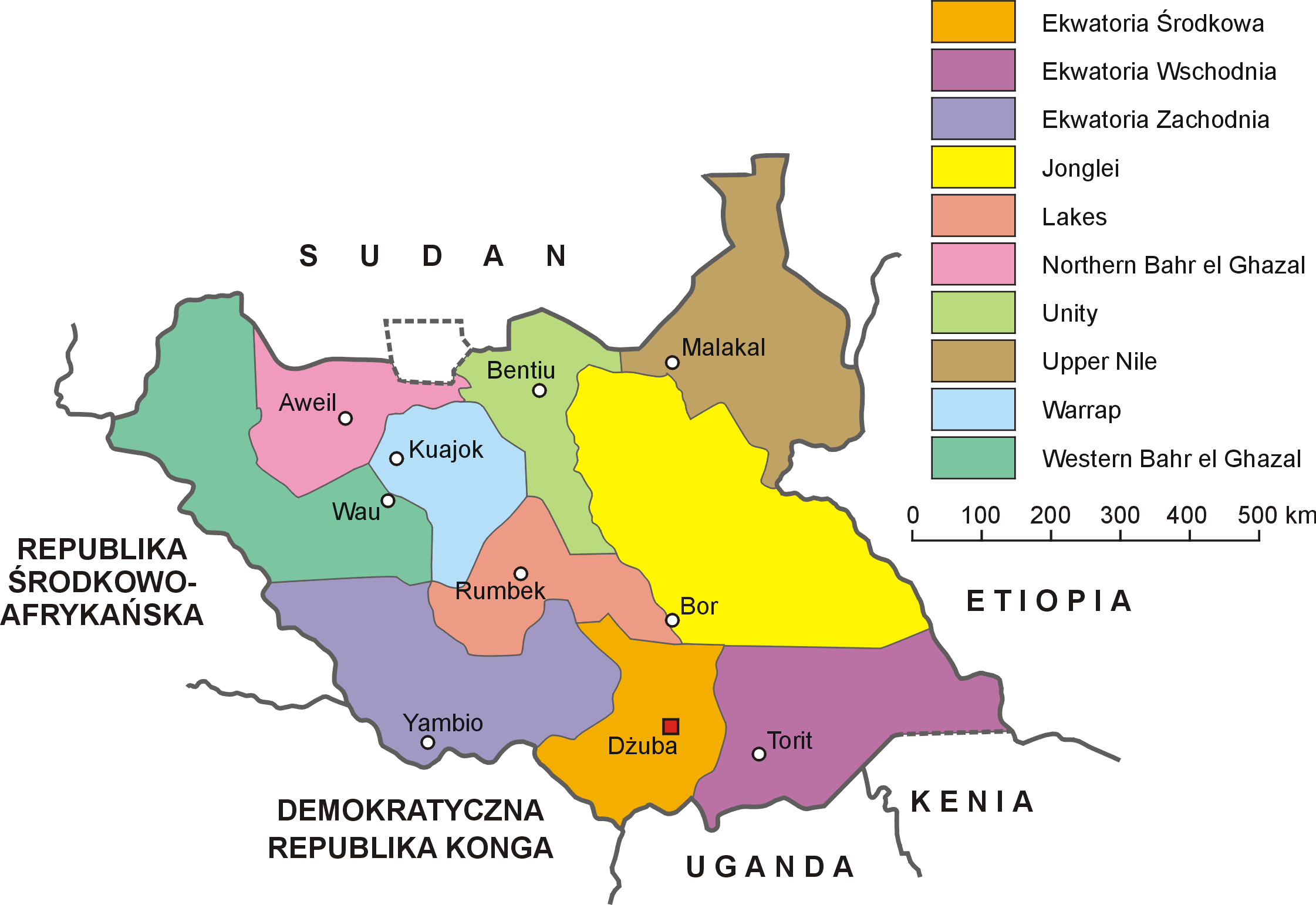
Stany Sudanu Południowego istniejące w latach 2011–2015 wraz z ich ośrodkami administracyjnymi.

1. Bahr el Ghazal Północny (ang. Northern Bahr el Ghazal; dawna nazwa arabska Szamal Bahr al-Ghazal)
2. Bahr el Ghazal Zachodni (ang. Western Bahr el Ghazal; dawna nazwa arabska Gharb Bahr al-Ghazal)
3. Ekwatoria Środkowa (ang. Central Equatoria; dawna nazwa arabska Al-Istiwa’ijja al-Wusta)
4. Ekwatoria Wschodnia (ang. Eastern Equatoria; dawna nazwa arabska Szark al-Istiwa’ijja)
5. Ekwatoria Zachodnia (ang. Western Equatoria; dawna nazwa arabska Gharb al-Istiwa’ijja)
6. Jonglei (dawna nazwa arabska Dżunkali)
7. Lakes (dawna nazwa arabska Al-Buhajrat)
8. Nil Górny (ang. Upper Nile; dawna nazwa arabska A'ali an-Nil)
9. Unity (dawna nazwa arabska Al-Wahda)
10. Warrap (dawna nazwa arabska Warab)

## Regiony historyczno-geograficzne
Bahr el Ghazal
     Ekwatoria
     Nil Górny

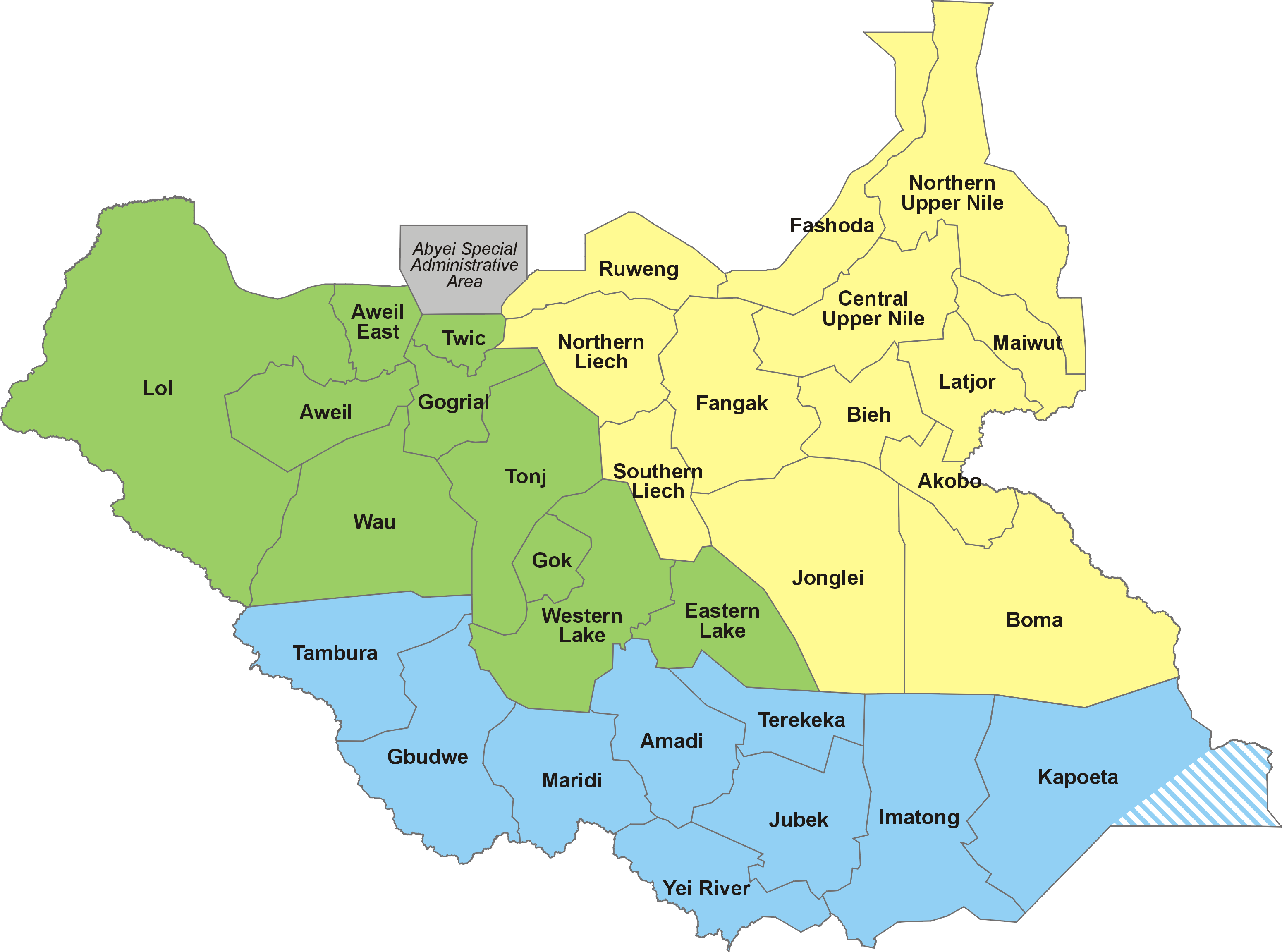
32 południowosudańskie stany w ramach historycznych prowincji Sudanu:
Bahr el Ghazal
Ekwatoria
Nil Górny

Stany mieszczą się w granicach trzech dużych obszarów historyczno-geograficznych Sudanu:
- Nilu Górnego (ang. Upper Nile): Jonglei, Unity i Nil Górny
- Ekwatorii (ang. Equatoria): Ekwatoria Zachodnia, Ekwatoria Środkowa i Ekwatoria Wschodnia
- Bahr el Ghazal (ang. Bahr el Ghazal): Lakes, Warrap, Bahr el Ghazal Północny i Bahr el Ghazal Zachodni

| Lp. | Mapa stanu | Nazwa stanu             | Liczba hrabstw | Lp. | Mapa stanu | Nazwa stanu         | Liczba hrabstw |
| --- | ---------- | ----------------------- | -------------- | --- | ---------- | ------------------- | -------------- |
| 1.  |            | Bahr el Ghazal Zachodni | 3              | 6.  |            | Jonglei             | 11             |
| 2.  |            | Bahr el Ghazal Północny | 5              | 7.  |            | Lakes               | 8              |
| 3.  |            | Unity                   | 9              | 8.  |            | Ekwatoria Zachodnia | 10             |
| 4.  |            | Nil Górny               | 12             | 9.  |            | Ekwatoria Środkowa  | 6              |
| 5.  |            | Warrap                  | 6              | 10. |            | Ekwatoria Wschodnia | 8              |